# Velpke
Velpke település Németországban, azon belül Alsó-Szászország tartományban. Lakosainak száma 4999 fő (2023. december 31.). Velpke Grafhorst és Danndorf községekkel határos.

## Népesség
A település népességének változása:
| Lakosok száma | 4651 | 4652 | 4803 | 4933 | 4961 | 4999 |
|               | 2016 | 2017 | 2019 | 2021 | 2022 | 2023 |